# Иоанн Вишенский
Иоанн Вишенский (между 1545—1550 — после 1620) — преподобный, православный монах Речи Посполитой, влиятельный западнорусский духовный писатель, антиуниатский публицист и полемист. Ревнитель православия и «единства многоименитого русского рода». Жил на Афонской горе.

## Биография
По происхождению галичанин, родился в городе Судовая Вишня в Русском воеводстве Польши. Биографические данные о Вишенском весьма скудны. Известно, что он был высокообразованным человеком и в молодости проживал некоторое время в Луцке.
Приблизительно в 70-х годах XVI века из-за несогласия с феодальным строем Речи Посполитой стал монахом на Афоне, который был в те времена центром православного монашества на Востоке. Поддерживал тесные отношения с Львовским братством. Вероятнее всего, что, обойдя обители и скиты Афона, Иоанн Вишенский последовал примеру других своих соотечественников и первоначально поселился в Русике, а позже, по благословению игумена монастыря, уединился в скиту Ксилургу.
Литературную деятельность начал одновременно с острожской группой полемистов, в частности, Василием Суражским. В 1590-х годах были написаны самые выдающиеся произведения Иоанна, направленные против Брестской унии. В 1598 году в острожской «Книге» напечатал послание Константину Острожскому и православным, написанное им от имени монахов Святой Горы. Около 1600 года на Афоне составил сборник «Книжку», в который вошли «Извещение краткое», «Писание до всех обще, в Лядской земли живущих», послание князю Константину Острожскому и епископам, а также «Обличение диавола-миродержца», «Порада» и другие произведения. В 1600—1601 годах Вишенский написал «Краткословный ответ» польскому католическому теологу Петру Скарге.
Около 1604 года вернулся в Речь Посполитую, некоторое время пробыл во Львове, но разошёлся взглядами с руководителями братства. Временно пребывал в Уневском монастыре, где в 1605 году написал «Послание Домникии», посвящённое полемике с влиятельным членом львовского братства Юрием Рогатинцем. Жил в Манявском ските у Иова Княгиницкого. В 1606 году вернулся на Афон. В 1615—1616 годах написал последнее известное произведение «Позорище мысленное». Впервые в литературном произведении показал жизнь низшего слоя общества — крестьянства.
В 1621 года киевский собор постановил вызвать Иоанна, в числе прочих, в Речь Посполитую. О том, посетил ли Иоанн родину, ничего не известно.
Умер около 1630 года.

## Творчество
Известно всего 16 произведений Вишенского, которые он издал в виде «Книжки». Известны написанные им с Афона «Послания», отправлены на Русь вместе с посланием афонских старцев: Послание к князю Острожскому и ко всем православным, с увещанием «стоять в православии», Послание к львовскому братству и к отцу Иову, скитнику Марковой пустыни — о том же, Послание к остальным отступникам от православия Кириллу Терлецкому, Ипатию Потею и Михаилу Рогозе — строгое обличение.
По-видимому, Иоанну же принадлежит «Зачанка мудрого латынника с глупым русином в диспутацию», известная под псевдонимом Христофора; в рукописях известны ещё два его произведения; кроме того, он сам упоминает ещё о трёх своих сочинениях, до нас не дошедших.
Из Уневского монастыря Иоанн написал наставление старице Домникии в благочестии. Такого же содержания сочинение Иоанна, написанное в Афонской пещере: «Позорище мысленное».
Стиль Иоанна Вишенского происходит от византийской проповеди, но родственен и с литературной манерой современных ему полемистов — малорусских (из острожского кружка) и польских (П. Жалобы, Миколая Рея). По словам Дмитрия Чижевского, «приближается к лучшим образцам барочного стиля». Иоанн Вишенский — мастер ораторско-обличительного стиля. Он пользовался формами церковных посланий, диалога и полемического трактата, постоянно сочетая эти жанры. В его посланиях были образцы реалистичного изображения действительности. Трогательность и эмоциональное измерение чередуются здесь с острой сатирой и сарказмом. Накопление эпитетов, сравнений, вопросов и призывов, ироничное представление бытовых деталей, богатство словарного запаса, использования живого народного языка придавало произведениям Вишенского яркости и эффектности.
Произведения Вишенского отличаются в русской полемической литературе Речи Посполитой XVI и XVII веков не только исключительным литературным талантом автора, но и его своеобразной позицией.
В своих посланиях из Афона разоблачал православных епископов-изменников, римско-католическое и униатское духовенство, выступал против окатоличивания и ополячения русинов в Речи Посполитой. Мыслитель осуждает Брестскую унию — «Тую любов поганскую». Папа римский, по его мнению, узурпировал право абсолютной власти, попирает естественные права людей, закреплённые в Священном Писании, так как все люди по мысли Иоанна Вишенского от природы равны.
Исходя из принципов византийского аскетизма, он остро критиковал весь современный ему церковный и светский строй но, не ограничивался борьбой с католицизмом и Унией, требуя простоту древнехристианского братства, как осуществление Царства Божьего на земле. Общественно-политический идеал Вишенского — «чернеча республика», «собор равных» возвращение к демократическим основам ранних христиан, ценивших свободу человека и народа, равенство, живших коллективно в согласии друг с другом и Богом. Иоанн Вишенский отвергал, в частности, светское образование и народные старинные обычаи, как языческие.
В своих произведениях Иоанн Вишенский рисовал красочные, часто гиперболические, картины морального упадка высших слоёв, в частности духовенства, противопоставляя им «бедных подданных» и простых монахов. Устами «голяка-странника» он гневно осуждает общественный строй Речи Посполитой. По его словам, здесь все продажно, в том числе государственные и церковные должности. Он осуждает короля, магнатов, шляхту за то, что они довели Украину, вместе с панством, любителями роскоши и богатства, до полного упадка и разорения.
Считал, что труд крепостных является источником всего богатства господ, выступал против притеснения крестьян феодалами и духовенством. Оценки Вишенским событий и лиц конца XVI — начала XVII веков представляют большой интерес для исторической науки.

## Исследования творчества Ивана Вишенского
- Франко, Иван. Иван Вишенський и его произведения (Монография). Львов, 1895.
- Ерёмин, И. П. «Иван Вышенский и его общественно-литературная деятельность.» // Вышенский, Иван. Сочинения. Москва и Ленинград, 1955.
- Грушевский, М. История украинской литературы в 6-ти томах. Том 5, книга 2: Первое Возрождение (1580—1610 гг.) Киев: Лыбедь, 1995. ст. 91-163, 234—266.
- Grabowicz, George G. «The Question of Authority in Ivan Vyšens’kyj: A Dialectics of Absence.» // Harvard Ukrainian Studies: Proceedings of the International Congress Commemorating the Millenium of Christianity in Rus’-Ukraine. Vol. XII/XIII (1988/1989). P. 781-94.
- Шевчук, Валерий. «Іван Вишенський та його послання.» // Вишенський, Іван. Твори. Переклад В. Шевчука. Киев, 1986. Ст. 3-18.
- Чижевский, Дмитрий. A History of Ukrainian Literature, From the 11th to the End of the 19th Century. Trans. by D. Ferguson, D. Gorsline, Ulana Petyk. Ed. and Foreword by G. Luckyj. Littleton, Colo.: Ukrainian Academic Press, 1975. P. 263-74.
- Gröschel, Bernhard. Die Sprache Ivan Vyšens’kyjs. Untersuchungen und Materialen zur historischen Grammatik des Ukrainischen. Köln und Wien: Böhlau Verlag, 1972. (Slavistische Forschungen 13).

## Канонизация и почитание
Ещё при жизни пользовался глубоким почитанием среди монашествующих Волыни и Галиции, называвших его с почтением «великий старец Иоанн Вишенский Святогорец». Церковный Собор Киевской Митрополии, состоявшийся в Луцке под председательством митрополита Иова (Борецкого) в 1621 году, в одном из своих документов от лица всей Церкви именует старца Иоанна «преподобным мужем» и «блаженным», «в житии и богословии цвитущим».
В 1979 году на родине Иоанна Вишенского в Судовой Вишне ему был поставлен памятник (автор проекта — Николай Бевз).
В 2016 году Издательским отделом Украинской Православной Церкви совместно с Международным институтом афонского наследия на Украине была издана книга «Старец Иоанн Вишенский: афонский подвижник и православный писатель-полемист. Материалы к жизнеописанию „блаженной памяти великого старца Иоанна Вишенского Святогорца“», написанная Сергеем Шумило. В книге на основе малоизвестных архивных документов предпринята попытка воссоздания подробного жизнеописания Иоанна Вишенского, анализируется его духовно-литературное наследие. В отличие от большинства светских исследователей, автор пытается взглянуть на Иоанна Вишенского и его произведения через призму афонской исихастско-святоотеческой традиции, в рамках которой он мыслил, писал и жил.
20 июля 2016 года Священный Синод Украинской Православной Церкви на своём заседании в Свято-Успенской Киево-Печерской Лавре канонизировал Иоанна Вишенского в лике преподобного.